# The GO! Team
The GO! Team je britská hudební skupina, založená v roce 2000. Skládá se ze šesti členů (mezi nimi dva bubeníci) a doposud vydala dvě studiová alba. Debut Thunder, Lightning, Strike byl v roce 2005 nominován na Mercury Prize, druhá deska Proof of Youth bodovala 21. místem v britské hitparádě.

## Obsazení
- Ian Parton – kytara, harmonika, bicí
- Sam Dook – kytara, banjo, bicí
- Chi Fukami Taylor – zpěv, bicí
- Kaori Tsuchida – zpěv, kytara, klávesy
- Jamie Bell – basová kytara
- Ninja – zpěv (rap)

## Diskografie

### Studiová alba
- 2004 – Thunder, Lightning, Strike
- 2007 – Proof of Youth
- 2011 – Rolling Blackouts
- 2015 – The Scene Between
- 2018 – Semicircle
- 2021 – Get Up Sequences Part One
- 2023 – Get Up Sequences Part Two

### EP
- 2000 – Get It Together
- 2005 – Are You Ready for More? (EP k australskému turné)
- 2006 – Audio Assault Course
- 2006 – Step and Repeat

### Singly
- 2003 – „Junior Kickstart“
- 2004 – „The Power Is On"
- 2004 – „Ladyflash"
- 2005 – „Bottle Rocket"
- 2006 – „Ladyflash" (2. vydání)
- 2007 – „Grip Like a Vice"
- 2007 – „Doing It Right"
- 2007 – „The Wrath of Marcie"